# John Hewie
John Davison Hewie (* 13. Dezember 1927 in Pretoria; † 11. Mai 2015 in Boston, Lincolnshire) war ein schottischer  Fußballspieler und -trainer.

## Laufbahn
Der als Sohn schottischer Eltern im Transvaal geborene Hewie spielte in seiner Jugend für verschiedene südafrikanische Vereine. 1949 ging er zu Charlton Athletic, die bereits mehrere Spieler aus Südafrika in die First Division geholt hatten. Dort entwickelte er sich zum Stammspieler und bestritt bis zum Ende seiner professionellen Karriere 1968 über 500 Pflichtspiele für den Verein. Auch in der schottischen Nationalmannschaft wurde man auf ihn aufmerksam, so dass er zwischen 1956 und 1960 19 Länderspiele bestritt. Dabei gehörte er dem Kader bei der Weltmeisterschaft 1958 an.
Nach seinem Karriereende kehrte er nach Südafrika zurück und trainierte dort verschiedene Mannschaften. In den 1990ern verlegte er seinen Alterssitz nach Großbritannien.